# Carol Goodman
Carol Goodman (Filadelfia, 10 febbraio 1959) è una scrittrice statunitense specializzata in narrativa poliziesca, gotica e per l'infanzia.

## Biografia
Nata nel 1959 a Filadelfia, vive e lavora a Long Island.
Dopo la laurea al Vassar College, ha insegnato latino per alcuni anni ad Austin e in seguito si è specializzata in tecniche di scrittura alla New School.
Ha esordito nella narrativa gialla nel 2002 con Il lago delle lingue morte e in seguito ha pubblicato più di venti romanzi usando anche gli pseudonimi di "Juliet Dark" e "Lee Carroll" (questi ultimi scritti assieme al marito Lee Slonimsky).
Insegnante di scrittura creativa alla State University of New York, nel 2003 ha ottenuto l'Hammett Prize con il romanzo La seduzione dell'acqua.

## Opere principali

### Romanzi firmati Carol Goodman

#### Serie Fairwick Chronicles
- Incubus (2011)
- Water Witch (2012)
- Dark Possession (2012)

#### Serie Blythewood
- Blythewood (2013)
- Ravencliffe (2014)
- Hawthorn (2015)

#### Altri romanzi
- Il lago delle lingue morte (The Lake of Dead Languages), Milano, Ponte alle Grazie, 2002 traduzione di Alessandro Peroni ISBN 88-7928-601-3.
- La seduzione dell'acqua (The Seduction of Water), Milano, Ponte alle Grazie, 2003 traduzione di Andrea Antonini ISBN 88-7928-649-8.
- The Drowning Tree (2004)
- The Ghost Orchid (2006)
- The Sonnet Lover (2007)
- The Night Villa (2008)
- Arcadia Falls (2010)
- River Road(2016)
- The Widow’s House (2017)
- The Other Mother (2018)

### Romanzi firmati Lee Carroll

#### Serie Black Swan Rising
- Black Swan Rising (2010)
- The Watchtower (2011)
- The Shapestealer (2013)

### Romanzi firmati Juliet Dark

#### Serie Fairwick Chronicles
- The Demon Lover (2011)
- The Water Witch (2013)
- The Angel Stone (2013)

## Premi e riconoscimenti
- Hammett Prize: 2004 per La seduzione dell'acqua
- Premio Mary Higgins Clark: 2018 per The Widow’s House e 2020 per The Night Visitors